# Afrolimnophila euglena
Afrolimnophila euglena är en tvåvingeart som först beskrevs av Alexander 1971.  Afrolimnophila euglena ingår i släktet Afrolimnophila och familjen småharkrankar. Inga underarter finns listade i Catalogue of Life.